# Lycomorphodes angustatat
Lycomorphodes angustatat là một loài bướm đêm thuộc phân họ Arctiinae, họ Erebidae.